# 8477 Andrejkiselev
8477 Andrejkiselev este un asteroid din centura principală de asteroizi.

## Descriere
8477 Andrejkiselev este un asteroid din centura principală de asteroizi. A fost descoperit pe 6 septembrie 1986 la Observatorul de Astrofizică din Crimeea de Liudmila Juravliova. Asteroidul prezintă o orbită caracterizată de o semiaxă mare de 2,20 ua, o excentricitate de 0,16 și o înclinație de 2,2° în raport cu ecliptica.